# 물안에서
"물안에서"(영어: in water)는 2023년 개봉한 대한민국의 드라마 영화이다. 홍상수가 감독과 각본을 맡았다. 제73회 베를린 국제 영화제(2023년)에서 전 세계 최초로 공개되었다.

## 출연진
- 신석호 - 승모 역
- 하성국 - 상국 역
- 김승윤 - 남희 역
- 김민희
- 김소령

## 수상 목록
- 2023년 제43회 한국영화평론가협회상 영평10선 (물안에서)

## 기타
- 삽입곡 중에 김민희가 부른 곡이 있다.[1]